# 南門町 (新竹市)

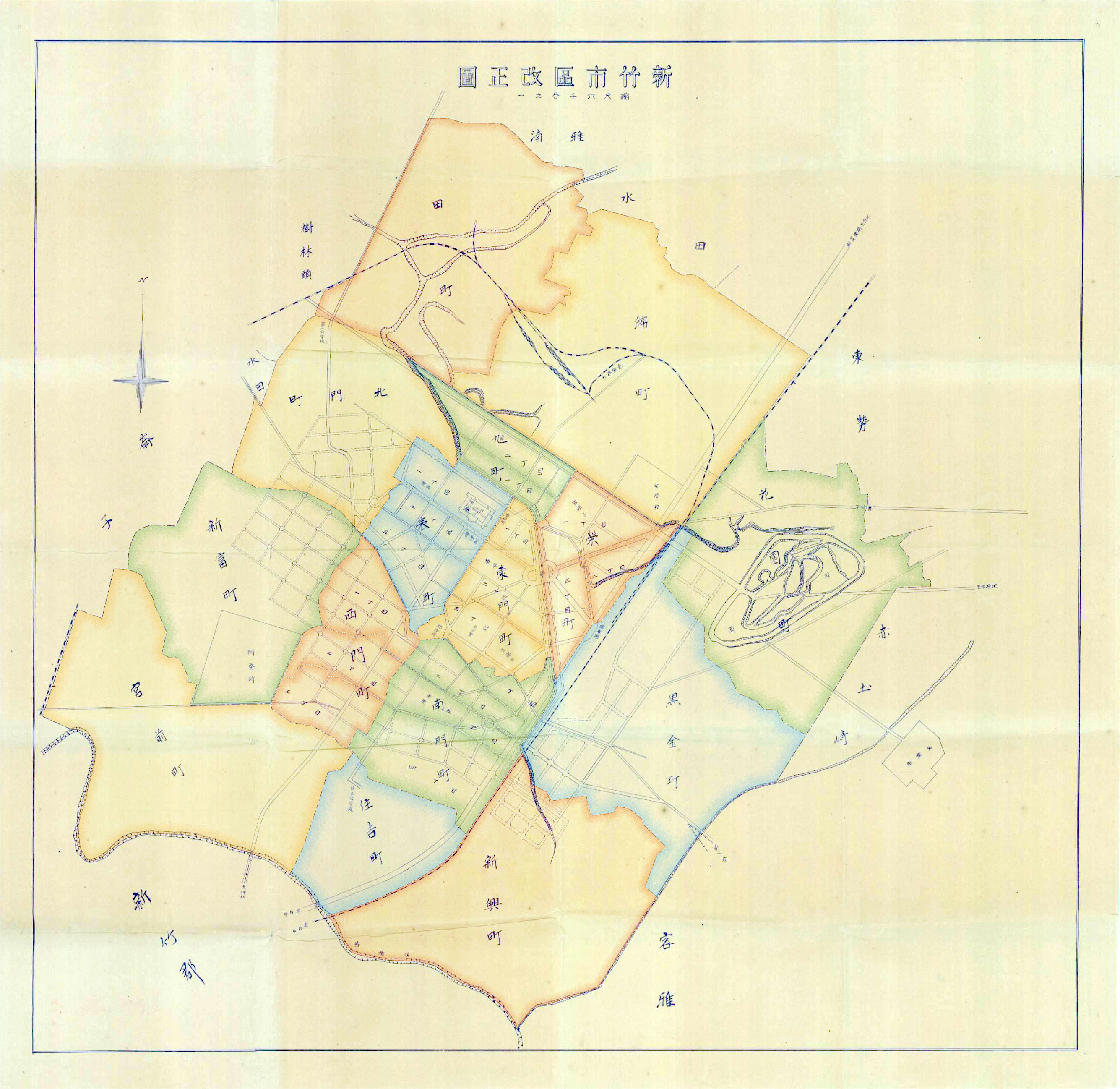
新竹市町名

南門町為新竹州新竹市自1935年實施町名改正所成立的行政區之一，共分為四個丁目，位於南門街、西門街、四維路和鐵路之間的街廓。南門町在町名改正前，位於新竹大字下的南門、南門外、東門、西門、西門外小字內。
日治時期的町名在戰後改為地籍劃分，新竹市南門町一至四丁目仍可對照於地籍的南門段一至四小段。

## 設施
官公署
- 南門警察官吏派出所
- 新竹市社會館

醫院
- 新竹醫院（今 新竹大遠百）
- 新竹慈善院

市場
- 南門消費市場

寺院
- 真言宗新竹布教所
- 新竹寺（現 南門公園）
- 東本願寺新竹布教所
- 淨土真宗本願寺派靈泰山竹壽寺

會社
- 台灣蓪草拓殖株式會社
- 新竹資源株式會社[1]